# Club y Biblioteca Ramón Santamarina
O Club y Biblioteca Ramón Santamarina, também conhecido como Santamarina, é um clube esportivo argentino localizado na cidade de Tandil, na província de Buenos Aires, na Argentina. Foi fundado em 20 de dezembro de 1913 como Club Atlético Independencia e ostenta as cores           amarelo e preto.
Sua principal atividade esportiva é o futebol profissional. O clube disputa atualmente a Torneo Federal A, uma das duas ligas que compõem a terceira divisão do sistema de ligas de futebol argentino, desde seu rebaixamento na edição de 2022 da Primera Nacional, após 8 anos na segunda divisão. O clube não possui estádio próprio e manda seus jogos no estádio General San Martín, de propriedade do município de Tandil. A praça esportiva, também localizada em Tandil, conta com capacidade para 8 762 espectadores.

## Títulos
| NACIONAIS | NACIONAIS          | NACIONAIS  | NACIONAIS | NACIONAIS  | NACIONAIS           |
| Divisão   | Competição         | Associação | Títulos   | Temporadas | Ref.                |
| --------- | ------------------ | ---------- | --------- | ---------- | ------------------- |
| Terceira  | Torneo Argentino A | CFFA (AFA) | 1         | 2013–14    | [carece de fontes?] |
| Quarta    | Torneo Argentino B | CFFA (AFA) | 1         | 2005–06    | [carece de fontes?] |